# Les Deux Clans

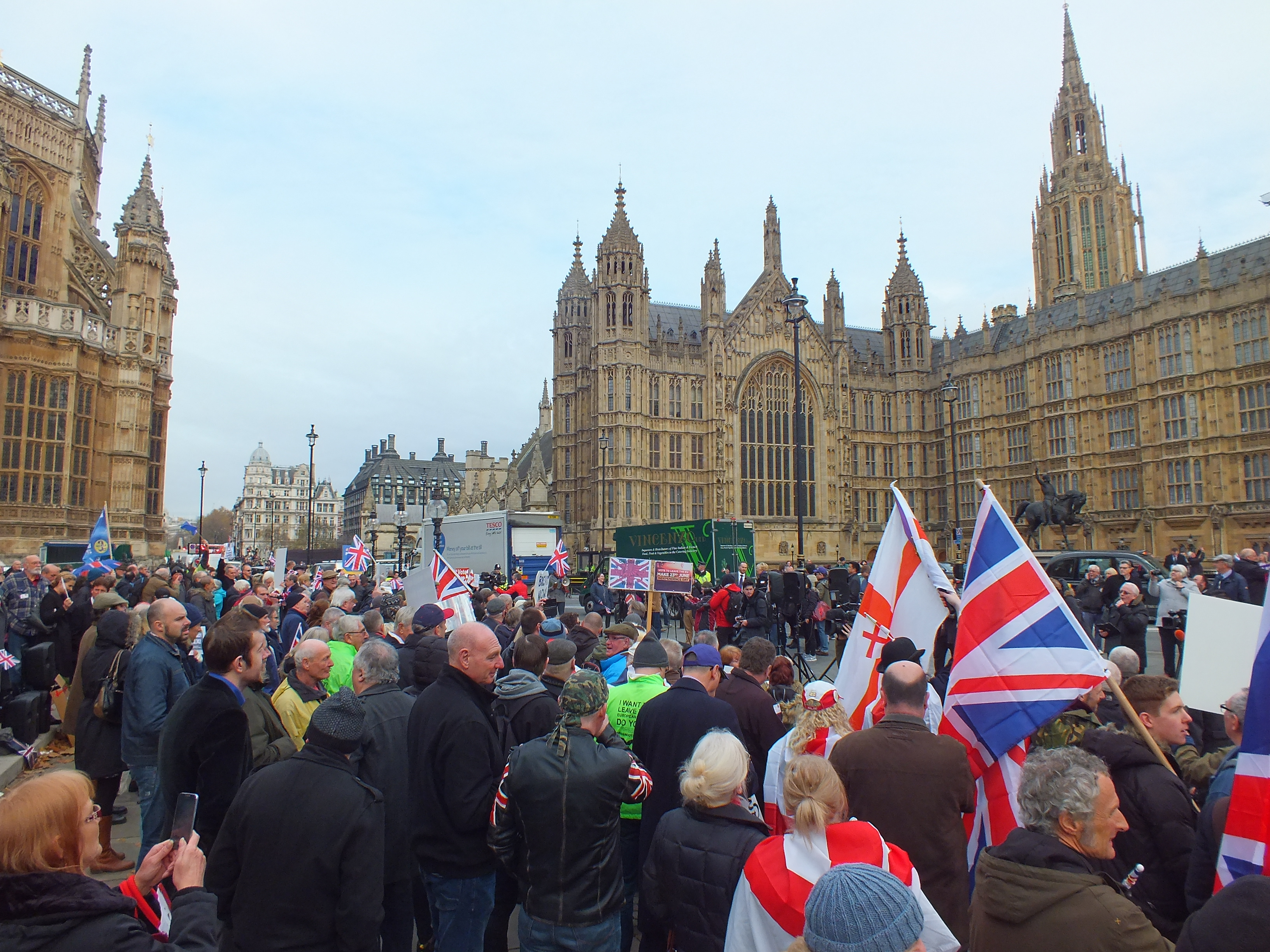
Partisans du Brexit devant le Parlement britannique en 2016

The Road to Somewhere: The New Tribes Shaping British Politics traduit en français sous le titre  Les Deux clans: La nouvelle fracture mondiale (Les Arènes) est un essai de sociologie politique de David Goodhart paru en 2017. Il analyse le clivage politique qui oppose les « gens de n’importe où » (anywhere) favorables à la mondialisation dont ils tirent profit, et les gens du « peuple de quelque part » (somewhere) qui tentent de résister à la disparition de leur mode de vie. 
Centré sur le Royaume-Uni post-Brexit, il estime que les Somewhere y représentent à peu près la moitié de la population, les Anywhere représentant 20 % à 25 % et le reste classé comme Inbetweeners « entre-deux », et que par conséquent il est nécessaire de comprendre ces somewhere et de leur offrir un espace politique alors que la politique britannique les a invisibilisés et a promu l'agenda des anywhere sous les mandats du Parti conservateur ou du Parti travailliste.
Il peut être considéré comme l'équivalent britannique de L'Archipel français.

## Résumé
L’ouvrage expose donc la division Somewhere/ Anywhere (chapitre 1, 2) et l’élargit à l’Europe (3), puis en constate la prévalence dans certains domaines : UE et mondialisation (4), immigration (5), économie du savoir (6), injonction du succès professionnel (7), famille (8). Le dernier chapitre (9) offre d’en tirer une conclusion politique (9).

### 1.	The great divide

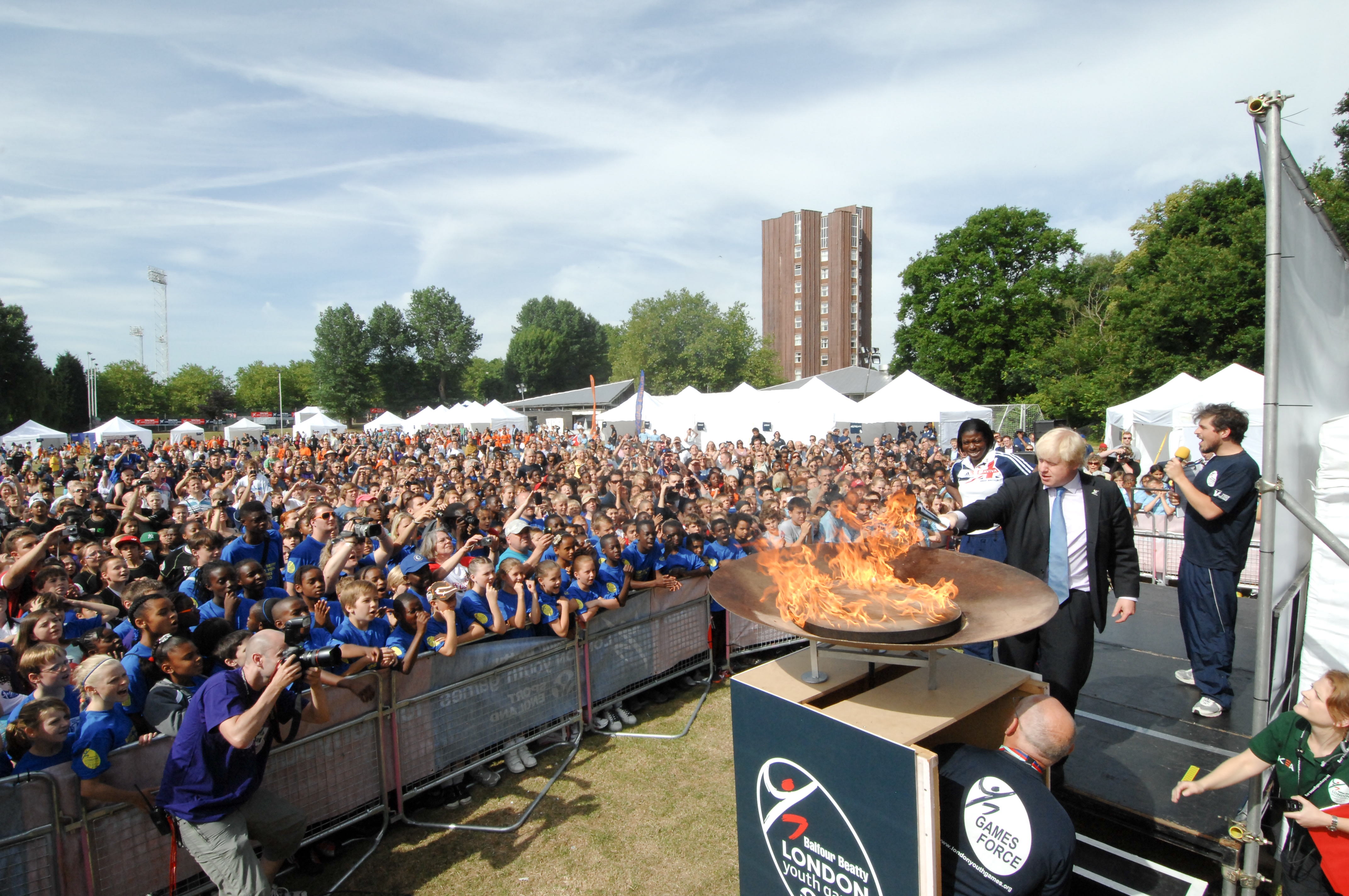
Ouverture des London Youth Games en 2010. Environ 69% des enfants nés à Londres en 2015 ont au moins un parent né à l'étranger.

La domination idéologique des Somewhere a cédé la place il y a 40 ans environ à celle des Anywhere grâce au legs libéral des baby-boomers et à la hausse de l’éducation supérieure. La vie sociale et politique anglaise entre dans une troisième phase de compétition incertaine entre les deux, comme l'illustre le Brexit. Ainsi YouGov en 2011 a questionné sur l’identité britannique. À l’énoncé : « La Grande-Bretagne a changé récemment au point d’être méconnaissable, cela donne l’impression d’un pays étranger et me met mal à l’aise », 62% des sondés étaient d’accord.
L’auteur se décrit comme un Anywhere entouré d’Anywhere mais désireux de leur faire comprendre les vues des Somewhere.
Les Somewhere désirent un contrôle local sur le politique (avoir la possibilité d’action et de maîtrise sur ce qui les entoure) et ressemblent à l’idéologie conservatrice des classes populaire au milieu du XXe (protestantisme, race blanche, jingoisme). Ils croient en la société et cherchent à en préserver la cohésion, d’où leurs positionnements constants contre l’immigration de masse (et parfois contre l’immigration tout court). Eric Kaufmann (spécialiste du nationalisme et des ethnies) a montré que le positionnement face au Brexit relevait en dernier recours non du degré d’éducation ou de mobilité, mais d’un positionnement sur un axe autoritaire (ordre : obéissance des enfants, peine de mort, etc.) / libertaire ; or les autorités (morales ou religieuses) ont été largement minées par la modernité libérale. « Liberalism, as the late Jamaican-Born cultural theorist Stuart Hall once said, is stupid about culture. It can be stupid about parts of human nature too. It understands the yearning for freedom and autonomy much less so for recognition and belonging. ».

### 2.	Anywheres and Somewheres
La division entre Somewhere et Anywhere peut être analysée en termes quantitatifs et psycho-sociaux.
En termes quantitatifs, 20 à 25% des Britanniques sont des Anywhere. Parmi eux, 5% sont des Anywhere de tendance dure, des villageois planétaires (Global Villagers).
50% des Britanniques sont des Somewhere. Parmi eux, 5 à 7% sont des autoritaristes endurcis (Hard Autoritarians).
Les 25 à 30% restants sont partagés.
La vision du monde des Somewhere reste donc dominante mais très méconnue car eclipsée par la tendance de ces dernières décennies à une forte poussée des Anywhere tant politiquement que sociologiquement. 
Politiquement, la division est très visible sur le clivage sur l’immigration de masse : il y a eu un consensus du personnel politique pour la favoriser, comme le montre par exemple la décision d’ouvrir le marché du travail britannique aux Européens de l’est en 2003, avec 7 ans d’avance sur ce que demandait l’Union européenne.
Même la gauche a, sur ce sujet, abandonné son positionnement social traditionnel quand elle aborde la question de l’immigration : son idée est que des populations immigrées peuvent s’agréger au groupe de population britannique sans déstabiliser la société car, sur ce sujet, la société est une fiction. Or il y a une corrélation entre l’hétérogénéité d’une société et la réticence aux mécanismes de la redistribution - Ainsi Trump considérait l’Obamacare comme une aide forcée de la population blanche envers la population noire - : sur le long terme, cette hétérogénéité affaiblit donc la sécurité sociale et l’État providence. 
De même, en éducation, l’ouverture à l’étranger est récente et exaltée, elle se base sur des intérêts financiers bien compris; Ainsi les universités du Russell Group font appel à des étudiants extra-européens qui paient jusqu’à 3 fois le prix des études des locaux et de l’UE. 
Sociologiquement, il y a une évolution de long terme vers des valeurs plus ouvertes et libérales, comme le montre l’étude la plus suivie en la matière, le World Value Survey, qui souligne que plus les sociétés deviennent riches, plus elles perdent leurs valeurs de survie pour privilégier la liberté plus que la sécurité, l’autonomie plus que l’autorité, la diversité plus que l’uniformité. Mais ces valeurs Anywhere sont le lot d’une minorité définie par les sociologues comme WEIRD (Western Educated Industrialised Rich and Democratic) ou comme la vision du monde des babyboomers (secular liberal baby boomer worldview).
À l’échelle du Royaume-Uni, cette « Grande Libéralisation » a été notée grâce aux entretiens annuels détaillés de 3 000 personnes par le BSA (British Social Attitudes). Ces sondages datent de 1983 et le mouvement de libéralisation a peut-être été antérieur, mais en 1983 une très claire majorité des Britanniques pensaient par exemple à 70% qu’avoir des relations homosexuelles était mal, contre 30% en 2013. De même, l’attachement fort à la nation est à la baisse. Sur l’attachement ethnique, plus difficile à mesurer, il y a par contre 60% des sondés qui se disent mal à l’aise à l’idée de vivre dans un quartier avec plus d’un quart d’habitants issus de minorités. La tendance à la libéralisation n’est donc pas complête.
Le BSA définit sous cet aspects 3 groupes et leurs proportions : les Colons (les Somewhere) sont socialement conservateurs et pessimistes sur le futur, ils sont attachés à l’appartenance au groupe et à l’ordre. Ils représentaient 50% de la population en 1973, et 30% aujourd’hui. Les Prospecteurs sont plus optimistes, et sont conservateurs ou libéraux. Ils sont attachés au statut et au respect, sont pragmatiques et pas particulièrement égalitaristes. Enfin les Pionniers, 38% soit un peu plus que les Anywhere, sont fortement attachés au progressisme, au changement et à la diversité ; ils sont plus riches et éduqués.
Les 2 sous-groupes les plus extrêmes (Autoritaristes endurcis et Villageois planétaires) se distinguent par l’axe autoritariste/libertarien du BSA, construit sur 6 questions (respect des jeunes pour les vieux, peines dures pour les criminels, peine de mort, obéissance des élèves à leur professeur, obéissance à la loi, censure des films et magazines). Des groupes sont ainsi définis, très stables au fil des décennies : libertariens (0%), libéraux (4%), centristes (25%), illibéraux (57%) et autoritaristes (13%). Les Autoritaristes endurcis auront ainsi trois caractéristiques : un nationalisme sans nuance, une vision de la citoyenneté très restrictive, et une opposition forte au mariage homosexuel. Les Villageois planétaires, eux, une indifférence à l’identité nationale, une tendance à faire primer le global sur le national, une indifférence à la question de l’intégration ou non des musulmans.
L’ouvrage pionnier de Jonathan Haidt, The Righteous Mind, explique le clivage en termes psycho-sociaux : la morale a cinq grandes bases : empathie pour la souffrance, sens de la justice et de l’équité (instinct de réciprocité), loyauté au groupe, autorité, et sacré. Les libéraux se sont spécialisés sur les deux premiers avec une sensibilité extrême, tandis que les conservateurs prennent en compte les cinq bases.
Thomas Sowell (un conservateur américain) complète la thèse de Haidt en soulignant dans a Conflict of Visions que pour les conservateurs, les contraintes permettent d’améliorer les comportements, alors que pour les libéraux, elles les dégradent.
Karen Stenner (en) (The Authoritarian Dynamic), elle, souligne que la demande d’autoritarisme vient d’une menace sur les valeurs ou la sécurité du groupe. C’est donc par réaction aux Anywhere que certains Somewhere verseraient dans l’autoritarisme dur.

### 3.	European Populism and the Crisis of the Left
Le populisme est la marque en Europe continentale d’un retour des Somewhere. 
En politique, les partis conventionnels ont de plus en plus de mal à se distinguer idéologiquement : on a parlé d’un « double libéralisme » où se mêlent centre-droit et centre-gauche : d’une part un libéralisme culturel issu de la gauche favorisant les libertés individuelles et l’individualisme, ainsi qu’un égalitarisme pour les femmes et les minorités ethniques, et d’autre part un libéralisme économique issu de Thatcher et Reagan. Ce consensus en Europe et aux États-Unis (même si les culture wars n’y ont pas poussé le libéralisme culturel à bout).
En outre, ils sont dominés par des « insiders » qui en fournissent les hommes politiques et les idées. Les effectifs du parti fondent : de 750 000 à 190 000 pour le Parti travailliste de 1970 à 2013, et de 1 200 000 à 150 000 pour les Tories, et les profils sociaux des membres sont de moins en moins variés. Les insiders ont reçu une éducation supérieure, ont un réseau, connaissent le langage technocratique de la politique, écoutent le programme radio Today et regardent Newsnight. Ce sont eux qui font de plus en plus la politique. Ainsi, selon Martin Gilens dans le cas américain, les mesures politiques qui intéressent les classes aisées ont 50% de chances d’être adoptées, alors que celles des classes moyennes ou populaires ont peu de chances de l’être hors période électorale ou compétition politique exacerbée, et leur opposition à des mesures n’a pas d’influence sur l’agenda politique.
En réaction, une opinion populiste se fait jour : défiance envers les experts (rendue célèbre par le « I think the people of this country have had enough of experts » de Michael Gove), médias favorisant le sensationnel et le clash (« If Insider Nation is a nation of technocrats, Outsider Nation is a nation of trolls » Michael Lind), réseaux sociaux favorisant une politique digitale court-circuitant la politique traditionnelle. Selon Ivan Krastev, Donald Trump a hérité de Berlusconi sa stature d’homme brut de décoffrage vampirisant les médias . 

Affiche de l'UKIP à Exeter en 2009: "Say NO to Unlimited Immigration"

Une conscience populiste se fait jour et nous indique ce que sera l'avenir de la politique : un sondage Gallup montrait ainsi que 48% des Américains se décrivent comme classe populaire (working class) en 2015, contre 33% en 2000. « Populism is the new socialism ».  Les classes populaires en Europe constitue une bonne part de la base des partis populistes, et c’est la gauche réformiste qui en fait les frais, avec une baisse globale de son éléctorat de 30%. L’élection de Trump a été corrélée aux questions d’immigration : les blancs (non hispaniques) étaient 84% en 1970 (après une longue pause dans l’immigration des années 1920 à 1960), sont 62% seulement et seront une minorité en 2044.
On peut classer pour finir les partis populistes en 1) Mainstream – Fidesz, UKIP 2) Anti-islamistes 3 Réformés FN, Vlaams Belang 4) les Non-réformés (Jobbik, Aube dorée)

### 4.	Globalisation, Europe, and the Persistence of the National
Il faut relativiser l’ouverture qu’a représentée la mondialisation. Le monde avance à différentes vitesses, avec les 10%  les plus pauvres des pays riches restant plus riches que les 10% les plus riches des pays pauvres. L’immigration de masse est portée par cette hétérogénéité. Or les États européens sont mal préparés à ces changements : la convention de Genève de 1951 était à l’origine destinée aux dissidents soviétiques ; élargie en 2004 et 2011 pour l’UE (directives pour la protection humanitaire, notamment la protection subsidiaire), : l’UE comptait sur l’ignorance, la répression ou l’extrême pauvreté dans les pays de départ ; pourtant, de fait, elle ouvre la voie à l’immigration légale de centaines de millions de personnes (selon Charles Clarke) et la crise des réfugiés de 2015 n’en représentait qu’un essai sommes toutes bénin. L’UE devrait donc réformer le droit d’asile pour ne pas avoir à accueillir n’importe quel habitant de pays en conflit. En outre, l’UNHCR, s’occupant historiquement des situations d’urgence et de détresse, devrait être réformée pour faire face à ces nouvelles demandes d’asile, notamment pour ceux qui restent réfugiés des années durant.
Pankaj Ghemawat a montré que les tenants de la globalisation (comme Thomas Friedman dans the World is Flat) sont loin de la réalités ; il parle de « globalivernes » (globaloney) : seule 25% de l’activité économique est internationale ; les IDE ne représentent que 10% des investissements ; les mails sont à destination nationale pour 99%, les appels téléphoniques à 98%, les amis Facebook étrangers sont à 15% du total ; les enfants de 1re génération d’immigrants à 3%.

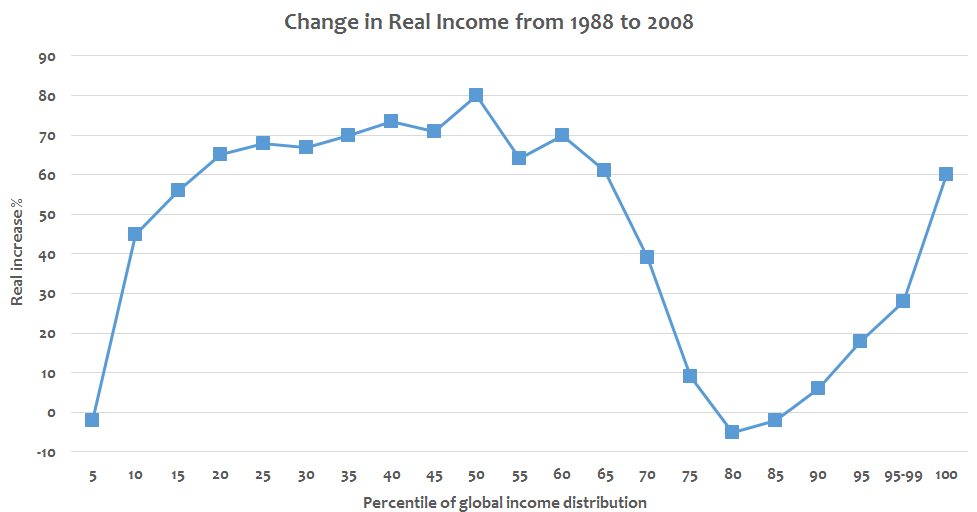
Courbe de l'éléphant. Lecture. Entre 1988 et 2008, les individus du dixième centile (plus riches que 10 % de la population mondiale, et plus pauvres que les 90 % restants) ont vu leur revenu augmenter de 45 %

Il y a en fait une géographie particulière de la mondialisation où les pays pauvres sont bénéficiaires nets (l’extrême pauvreté à moins d’1,90 $ par jour ne concerne plus que 10% de la population mondiale) et où les classes moyennes des pays développés en profitent le moins, comme l’a montré la « courbe de l’éléphant » de Branko Milanović ou l'étude de Joao Paulo Pessoa de la LSE sur l’impact négatif sur les travailleurs britanniques et américains de l’adhésion à l’OMC de la Chine en 2001.
La crise de 2008 a été celle de l’« hyperglobalisation » (Dani Rodrik) : les projets de grands traités de libre échange (TTIP etc) sont au point mort, et  la connectivité globale reste aujourd’hui en dessous de celle de 2007. Rodrik, suivi ar  appelle donc à repenser une « globalisation saine » (sane globalization) où les choix nationaux seraient respectés.
L’UE devient également, grâce à Delors, une de ces structures supranationales : sa plus grande réussite, l’euro, a été poussé par le contexte de guerre civile en Yougoslavie mais répondait bien au projet fédéral de Monnet, comme le confirme des propos de Pascal Lamy. Avant cela, la liberté de mouvement a été rajoutée aux quatre libertés fondamentales du traité de Rome comme un gage aux Italiens, assimilables aux Européens de l’Est d’aujourd’hui, sans prévoir de gros exodes intraeuropéens. Le Traité de Maastricht crée enfin le statut de citoyen européen, alors que jusqu’ici c’était des « travailleurs » qui étaient autorisés de mouvement. Le Royaume-Uni est rentré dans l’UE en cours de chemin, il n’a pas pu donner sa patte nationale aux débuts, comme le fit la France avec la PAC, et ne s’est pas efforcé de créer un deuxième cercle de pays moins intégrés ou fédéralistes comme le réclamait David Owen.
Face à la mondialisation et à la construction européenne, le national résiste. L’idée nationale est à double face : d’un côté elle est associée à la démocratie et à l’égalité des citoyens, de l’autre elle est exclue les non-nationaux et secrète le chauvinisme. La mondialisation s’est d’ailleurs appuyée sur le ciment national : s'il y a eu des Tigres en Asie et pas en Afrique, c’est que la solidarité nationale a soutenu un État et une économie fonctionnels. Le sentiment national est une construction moderne, mais permet d’accumuler un « capital social » (selon les mots de Robert Putnam) à travers les générations et les classes : construire un État, bâtir des cathédrales.
Certes tous les Occidentaux sont désormais universalistes : l’égalité raciale demandée par les Japonais à la SDN et rejetée par les Américains, Français et Anglais est loin dernière nous et derrière 1948. Toutes les vies se valent, c’est la base du consensus de ce « cosmopolitisme faible » selon les mots du philosophe David Miller. Le risque est qu’elles se valent toutes, en fait. Les réseaux sociaux plus étendus et plus superficiels sont un recul selon 50% de sondés sur YouGov en 2011 (contre 13% disant que c’est une avancée).

### 5.	A Foreign Country?

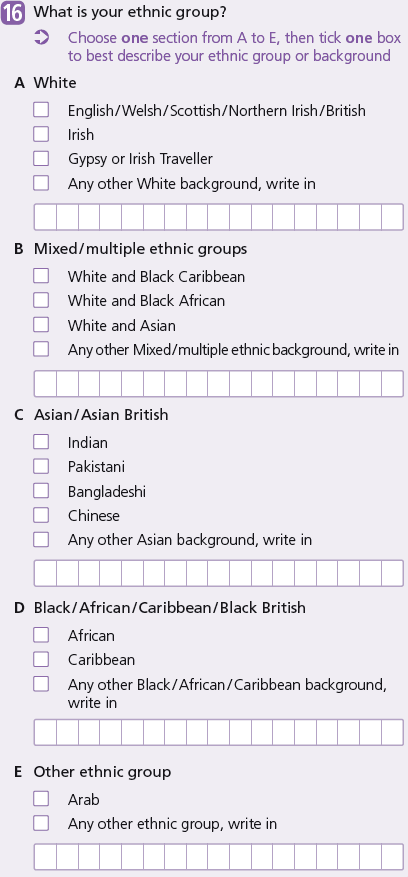
Questionnaire ethnique lors du recensement de 2011, qui servira aux études d'Eric Kaufmann.

Excepté au Canada, l’immigration de masse est peu réfléchie dans les projets nationaux et impopulaire. Du point de vue économique, les économistes y sont très favorables mais peinent à en montrer des exemples réussis. Ainsi, si les immigrés sont jeunes et actifs à leur arrivée, et donc fiscalement contributeurs, mais ce rapport s’inverse si l’immigration est prise dans son ensemble sur plusieurs décennies.
Selon Martin Ruhs et Branko Milanović, l’immigration de masse implique une protection du statut de citoyen accrue et des droits et un État-providence plus exclusifs, pour ne pas entraîner une dilution de la citoyenneté et une exacerbation des tensions dans le corps social.
Au Royaume-Uni, un ensemble de décision a permis une immigration de masse de fait : la Primary purpose rule a été ainsi abrogée, permettant aux travailleurs de faire venir leurs épouses ; en outre les universités britanniques se sont largement ouvertes aux étudiants étrangers ; enfin dans les années 1990, des permis de travail ont été délivrés afin d’éviter trop de demandes d’asiles (trop coûteuses pour la communauté). C’est surtout la décision de 2004 d’ouvrir le marché du travail aux citoyens européens bien avant ce qu’exigeait l’UE qui a rendu visible l’immigration de masse aux Britanniques : en quatre ans, 1 million d’Européens de l’est affluent et rejoignent le million d’Européens déjà installés ; au total, les Européens sont 3,3 millions aujourd’hui, dont 50% viennent de l’est. Theresa May en 2013 réussit à réduire l’immigration extra-européenne de 217 000  à 143 000 en luttant contre les abus sur les visas étudiants et en exigeant des revenus plus élevés aux immigrés voulant faire venir leurs épouses. Mais en 2012, un nouvel afflux de Portugais, Espagnols et Italiens mine cet effort.
Une société plus multiculturelle a émergé : les mariages inter-ethniques ont augmenté (sauf immigrés d’Asie du Sud), les amitiés inter-ethniques aussi (37% des Britanniques ont des amis non-blancs), et une classe moyenne d’origine immigrée a émergé, en particulier chez les Indiens et les Chinois, ainsi que des Bengali, qui se démarquent en cela des Pakistanais. D’un autre côté, des phénomènes négatifs s’observent : un white flight et des territoires concentrant les populations immigrées. Les musulmans se mettent particulièrement à part : 1/3 des femmes musulmanes seulement travaillent, les langues d’origine sont plus parlées à la maison, les mariages inter-ethniques sont rares et des normes morales autoritaires, patriarcales et collectivistes y dominent.
Deux études suggèrent plus particulièrement une divergence à long terme : 1) L’étude d’Eric Kaufmann sur le recensement de 2011 : 50% des non-blancs vivent dans des quartiers où les blancs sont une minorité (contre 32% en 2001). 2) Plus de 50% des élèves de minorités étudient dans des écoles où les blancs sont une minorité, ce chiffre montant à 90% pour les Year 1 à Londres.
Il y a donc divers lieux de vie pour les minorités : 1) les « vies parallèles » où blancs et non-blancs vivent à côté sans se mélanger (Oldham, Bradford) 2) Les lieux de « super diversité » avec une intégration en cours (Londres, Leicester). 3) Les fronts pionniers des minorités dans les villes du centre de Grande-Bretagne.
Londres est un cas particulier. Pour Michael Lind, ce type de métropole, comme New York, est marqué par des logiques de castes ou de villes des républiques d’Amérique centrale, avec une séparation entre des hyper riches et une foule servile, souvent immigrée, avec des petits boulots mal payés. Ville impériale qui a perdu son empire, elle rassemble 9 millions d’habitants, dont 1 million arrivé depuis 10 ans ; les blancs britanniques représentaient 86% de la population de la ville en 1971, et plus que 45% dans le recensement de 2011 (sans que ce basculement ne fasse les gros titres de 2012) ; la partition entre les populations s’opère notamment à l’école : les Sud-Asiatiques vivent dans des endroits à majorité blanche pour 60%, mais leurs enfants ne vont dans des écoles à majorité blanche qu’à 30%. Le sous-investissement dans la construction de logement (18 000 construits en 2015 contre 40 000 à 50 000 nécessaires par an) entraîne une inflation des prix. L’immigration de masse a donné aux employeurs le luxe de pouvoir embaucher des diplômés (étrangers) à faible coût et à banaliser l'exigence de diplômes : 45% des emplois publiés pour personnes diplômées du Royaume-Uni sont à Londres. 

### 6.	The Knowledge Economy and Economic Demoralisation
L’économie du savoir émerge dans les années 1990, elle prédit la fin des emplois manuels et/ou peu qualifiés ou, du moins, une « économie duelle » dans l’expression de Bob Rowthorn, avec 35 à 40% de travailleurs dans des secteurs à haute productivité et haute qualification et 35% d’emplois de services à faible productivité. L’idée de dignité au travail, autrefois répandue dans la classe ouvrière, en particulier pour les métiers exigeant de la force physique, devient caduque et inusitée tandis que les travaux de nettoyage, de caissiers ou de soins aux personnes âgées deviennent désormais l’apanage de ratés ou d’immigrés. 
Pour 10 emplois intermédiaires disparaissant entre 1996 et 2008 sont créés en Grande-Bretagne 4,5 emplois très qualifiés contre 6,5 emplois peu qualifiés (selon Chris Holmes pour l’Oxford University) : c’est beaucoup moins qu’en France (8 contre 2) et qu'en Allemagne (7 contre 3). Les premiers se sont concentrés dans le sud-est, tandis que les seconds le sont dans le nord et les Midlands. De plus, depuis la crise de 2008, a suivi une longue période de stagnation des salaires (toujours pas revenus au niveau en 2016). Le stress au travail, qui touchait en 2005 et 2015 40% des cadres, touche désormais les emplois de routine à 40% (contre 20% en 2015.
La question de la formation s’inscrit dans une perspective plus longue : contrairement à l’Europe continentale et ses formations encadrées et spécifiques, le Royaume-Uni a choisi assez tôt des formations dérégulées et généralistes avec l’idée plutôt mystique que chacun a un talent à exploiter et qu'il faut éviter de l'enfermer dans une voie trop étroite. Le nombre d’apprentis a ainsi chuté de 250 000 dans les années 1980 à 50 000 en 1990, et les jeunes de lycéens 16-17 ans avec un petit job de 42% en 1997 à 18% aujourd’hui. Les universités, 70 en 1984 pour 14% d’une cohorte, sont désormais 170 ou 48% d’une cohorte ; elles ont augmenté le prix de la scolarité après une décision du Labour en 1998 : 1 000 £ par an, puis 3 000 £ en 2006 et 9 000 £ en 2012 et deviennent partie intégrante de l’économie en revitalisant des villes comme Manchester, Leeds, Shefield ou Newcastle. Parallèlement en 1992 ferment les 35 Polytechnics, qui assuraient des emplois de techniciens qualifiés, et sont transformées en « nouvelles » universités. Le manque d’investissement dans la formation du Royaume-Uni s’est de plus encore accentué avec la facilité d’embaucher des étrangers qualifiés à bas coût, et les formations de techniciens qualifiés de l’industrie HNC et HND ont disparu et sont assurés désormais par une entreprise privée, Pearson. Pour Alison Wolf, contemptrice de cette dérive, la disparition des techniciens qualifiés est un effet de système, politique, financier et administratif et ne répond pas aux besoins réels de l’économie. Il faudrait recréer les Polytechnics et l’apprentissage, d’ailleurs de nouveau dans les projets politiques depuis 2015.
L’ouverture à l’étranger a en outre eu des effets négatifs pour l’économie : Alex Brummer dans Britain for sale a montré que les délocalisations touchaient désormais les fonctions de management et de recherche. De plus, la mondialisation des grands groupes peut en provoquer l’effondrement : alors qu’en Allemagne des géants de chimie comme BASF, Bayer et Hoechst, avec une production très territorialisée en Allemagne ont affronté avec succès les turbulences, deux géants britanniques, ICI et GEC, ont simplement disparu.

### 7.	The Achievement Society
Ayant comme idéal une société où chacun trouverait et gagnerait sa place, il devient plus difficile d’être un « perdant » qu’une société où la place nous aurait été assignée, où, pour une classe d’enfants d’ouvriers par exemple, le fait de tous avoir un travail manuel permettait d’éviter l’envie envers ceux qui ont « réussi ». Or il y a toujours un médian des capacités cognitives ou des revenus, dans la population, qui peut se sentir frustrée pour sa moitié défavorisée. Michael Young dans The Rise of Meritocracy a montré que la méritocratie légitimait en pratique les inégalités et diminuait l’empathie envers les pauvres. Elle pourrait avoir un effet contre-productif sur la mobilité sociale si l’on suit Sutton Trust (LES, 2005) pour qui la cohorte de 1970 est beaucoup moins mobile socialement que celle de 1958, à cause des inégalités de salaires croissantes et du détournement à leur profit de l’extension de l’éducation supérieure par les mieux lotis. Certaines explications pourraient notamment l’expliquer : d’une part l’idéologie de l’égalité des classes en dignité, qui a pu inciter les classes populaires à le rester, d’autre part le féminisme, puisque les femmes des classes supérieures ayant accès à l’emploi, elles pourraient avoir réduit l’espace restant en haut de l’échelle (« room at the top »), enfin les « soft skills » demandés dans les emplois de service typiquement post-industriel avantagent ceux qui ont le meilleur capital scolaire et culturel.
Quelques maigres changements seulement plaident pour une démocratisation : les élèves issus du système privé n’ont plus que quelques niches : hauts postes dans le système judiciaire, officiers (62%), mais ils ont perdu beaucoup de bastions : s’ils constituaient 70% des 100 dirigeants de FTSE à la fin des années 1980, ils ne sont plus que 34% aujourd’hui.

### 8.	What About the Family?
Le féminisme a eu une convergence d’intérêt pour faire sortir la femme du foyer : les féministes pour mettre la femme sans la sphère publique, seule digne d’intérêt, et les économistes pour la faire participer au PNB (Shirley Burggraf, The Feminine Economy and Economic Man). 
Cette mise au travail des femmes s’est doublée d’une politique fiscale désavantageant les femmes en couple au foyer, tout en concentrant les aides sur les femmes seules, qui peuvent s’élever à 7 000 £ par an en concentrant Job Seeker’s Allowance, aides au revenu et crédit d’impôt. En conséquence, les parents élevant seuls un enfant (à 90% les mères)étaient 8% en 1970, ils sont aujourd’hui 25%. Cette réforme sociétale du New Labour au nom de l’égalité entre toutes les formes de famille a conduit à inverser la rhétorique hostile des Conservateurs envers les femmes célibataires. Les Anywhere ont une vision neutre du couple et de la parentalité et n’entend pas favoriser le modèle de la famille traditionnelle. Or cette promotion indirecte des enfants sans père a des effets dommageables sur la société. Les enfants ont besoin d’amour et de contact, notamment aux premiers stades et les crèches ne peuvent combler ce besoin affectif.
À l’inverse, l’homme marié et responsable de sa famille, qui bénéficiait d’un abattement fiscale de 50% plus importante des années 1960 et se le voit retiré en 1990. Le mariage, lui, ne bénéficie d’aucune aide spécifique comme dans de nombreux États occidentaux et est devenu caractéristique des classes aisées, avec 80% des couples mariés qui sont par exemple propriétaires de leur logement. Les femmes au foyer ne sont que 15 à 20%, celles entièrement tournées vers leur carrière autant, le restant cherche à concilier travail et foyer, bien que depuis des décennies 80% des femmes sont d’accord depuis des décennies avec l’affirmation que de voir grandir un enfant est la plus grande joie de l’existence. Le désir d’être au foyer est plus particulièrement vive du côté des classes populaires.
Les femmes se sont imposées dans le monde étudiant, dépassant les hommes en diplômés du supérieur jusqu’à en représenter aujourd’hui 60% des effectifs. Les effectifs des étudiants en droit ou en médecine sont désormais à 50%-50%. Dans le monde du travail, elles occupent en place les postes de l’administration.
Du côté des hommes, on peut arguer qu’ils trouvent à cela plus de liberté et moins de responsabilité. Mais selon Geoff Dench, les obligations familiales ont un effet civilisateur sur l’homme plus que sur la femme ; il cite à l’appui le chiffre de non-chômeurs pour les célibataires non qualifiés célibataires : il est à 50% comparé à ceux en couple de 85% ; la différence dans les classes aisées est certes moindre : 85% comparé à 98%.
Le prix à payer pour élever un enfant est donc élevé, notamment par manque d’aide de l’État, alors qu’un tiers des couples souhaiterait plus d’enfant s’il était plus bas (selon un sondage du Guardian de 2014).

### 9.	A New Settlement

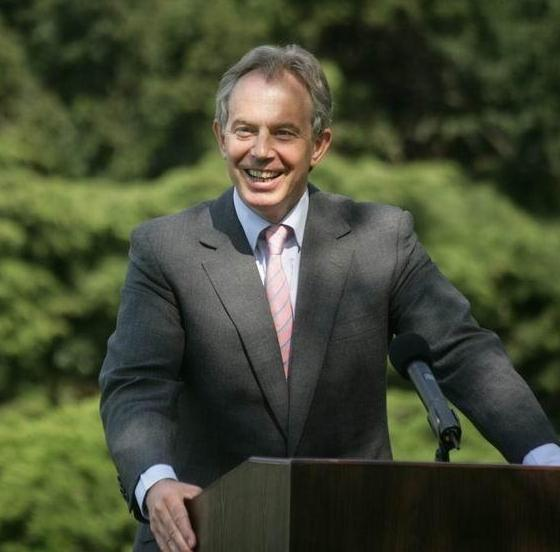
Tony Blair, figure clé du New Labour.

Dans une dernière partie, des pistes de réflexions politiques sont envisagées.
L’idée est qu’une vague de retour aux valeurs des Somewhere est possible : Dans les pays occidentaux, les populations immigrées sont partout plus conservatrice que les autochtones, de manière exemplaire sur la question de l’homosexualité pour les musulmans sud-asiatiques. De plus, dans les campagnes, des votes Somewhere ont fait émerger des majorités contre le vote urbain des Anywhere : Poutine, Erdogan, Orban. En outre les familles Somewhere sont souvent plus nombreuses et les populations vieillissant en général, elles ont tendance à devenir plus conservatrices. 
En politique, le Parti travailliste réformé par Blair a été élu et a réussi économiquement, mais pas socio-culturellement. En conséquence, il a été chassé d’Écosse par le SNP et du centre de la Grande-Bretagne au moment du Brexit.
Dans le débat public, l’idée nationale a repris des forces. L’idée d’une solidarité fiscale entre citoyens s’est renforcée tandis que celle d’une solidarité sociale s’est affaiblie : l’idée des Somewhere est celle d’une mutualisation des contributions et des risques, et non celle du Labour ou des Anywhere d’un filet de sécurité pour la classe la plus pauvre. Cela est visible dans un autre domaine, celui de l’aide au développement : alors que le département du Développement international (DfID) se targue d’éviter de porter des intérêts nationaux à la différence de l’USAID qui utilise des aides liées, et réussit à porter l’aide au développement à 0,7% du PIB, le Foreign office cherche maintenant à inverser la tendance.
Les politiques des dernières décennies ont été presque exclusivement l’œuvre des Anywhere : abolition du crédit d’impôt pour les couples mariés, Human Rights Act, ouverture aux travailleurs de l’Est (2003), refus d’un système de cartes d’identité, soutien à l’entrée de la Roumanie et de la Bulgarie (2007), soutien au TTIP, mariage homosexuel, aide au développement porté à 0,7% du PIB, référendum sur la représentation proportionnelle, l’augmentation des frais de scolarité des universités, l’interdiction de la chasse au renard, les subventions aux énergies renouvelables, l’intervention en Irak, en Afghanistan ou en Libye… Il est donc temps de temporiser cet élan. Voici donc quelques idées dans l’autre sens : 
- Pour la représentativité : représentation proportionnelle permettant à des partis légitimes comme l’UKIP d’exister politiquement.
- Comme retour du national :  l’instauration de cartes d’identité, l’exclusivité de l’emploi public ou du logement social pour les nationaux.
- Pour la société : retour de l’apprentissage et des Polytechnics, investissements publics moins concentrés sur Londres, création de plus de postes très qualifiés pour desserrer l’espace en haut (« room at the top ») et d’emplois permettant une seconde chance pour les individus brillants mais sans formation initiale, encouragement au mariage dans le système fiscal.

## Réception
L'ouvrage s'adresse avant tout aux lecteurs britanniques et se veut une analyse des forces en jeu dans le Brexit et de la faillite du Parti travailliste. Selon Jonathan Freedland du Guardian, Goodhart ne souffre pas de la myopie économique dans l'analyse des motifs électoraux : il accepte que lorsque les gens disent que leur problème ne concerne pas uniquement l'argent, ils disent la vérité.
L'ouvrage est traduit en français rapidement, car ses thématiques éclairent les positionnements d'Emmanuel Macron et du Rassemblement national en 2017 avant l'épisode des Gilets jaunes en 2018-19. Il connaît un succès critique comme en témoigne des articles dédiés dans les revues ou la presse nationale. Il est enfin repris par des hommes politiques de droite, notamment par Xavier Bertrand pour trouver un message électoral pour l'élection présidentielle française de 2022.

### Editions
- (en) The road to somewhere : the populist revolt and the future of politics, Londres, C. Hurst & Co, 2017, 278 p. (ISBN 978-1-84904-799-9, lire en ligne)[3]
- Les Deux clans : la nouvelle fracture mondiale [« The Road to Somewhere: The Populist Revolt and the Future of Politics »] (trad. de l'anglais), Paris, Éd. Les Arènes, 2019, 400 p. (ISBN 978-2-7112-0200-3)

### Comptes rendus et bibliographie
- Étienne Perrot, « Les Deux Clans de David Goodhart – L'Archipel français de Jérôme Fourquet », Études, février 2020
- Benédicte Chesnelong, "Les deux clans de David Goodhart", Esprit, mars 2020.
- Alain Frachon, "Les « Partout », les « Quelque part » et les réacs : quand David Goodhart et Mark Lilla auscultent la société", Le Monde, 27 décembre 2019.
- Ludovic Vigogne, « The road to somewhere, ce livre de David Goodhart qui intéresse beaucoup la droite », sur lopinion.fr, 12 août 2018 (consulté le 30 août 2021)
- Interview de l'auteur sur son ouvrage "L’identité est-elle vraiment au cœur de nos fractures sociétales ?" France Culture, 12/11/2019.